# Паулу-Лопис
Паулу-Лопис (порт. Paulo Lopes)  —  муниципалитет в Бразилии, входит в штат Санта-Катарина. Составная часть мезорегиона Гранди-Флорианополис. Входит в экономико-статистический  микрорегион Флорианополис. Население составляет 9063 человек на 2022 год. Занимает площадь 446,165 км². Плотность населения — 20,31 чел./км².

## История
Город основан 21 декабря 1961 года. 

## Статистика
- Валовой внутренний продукт на 2003 составляет 29.675.945,00 реалов (данные: Бразильский институт географии и статистики).
- Валовой внутренний продукт на душу населения на 2003 составляет 4.879,31 реалов (данные: Бразильский институт географии и статистики).
- Индекс развития человеческого потенциала на 2000 составляет 0,759 (данные: Программа развития ООН).

## География
Климат местности: мезотермический гумидный с жарким летом. В соответствии с классификацией Кёппена, климат относится к категории Cfa.